# Емірзян Сірвард Барсегівна
Емірзян Сірвард Барсегівна (5 червня 1966) — радянська стрибунка у воду.
Срібна медалістка Олімпійських Ігор 1980 року.